# Président de l'Assemblée législative du Queensland
Le président de l'Assemblée législative du Queensland (Speaker of the Legislative Assembly of Queensland) est un membre de l'Assemblée législative, élu par ses pairs pour présider les sessions de l'Assemblée et maintenir l'ordre des procédures. Le président actuel est Pat Weir du Parti libéral national.

## Élection
L'Assemblée législative doit choisir un nouveau président lors sa première réunion après des élections générales. Le membre ayant été député le plus longtemps préside l'élection, qui se fait par un vote à bulletin secret. Le parti du gouvernement nomme un des siens pour être président, et ce nommé est susceptible de gagner puisque le Parti détient aussi la majorité des sièges à l'assemblée.
Si la fonction est vacante, l'Assemblée doit immédiatement élire un remplaçant, peu importe la raison. Le président reste en fonction, après la dissolution du Parlement, pour gérer les affaires courantes, même s'il n'était pas candidat à la réélection ou s'il les a perdues.

## Rôle
En tant qu'officier président de l'assemblée législative, le président doit être impartial dans les débats et assurer le fonctionnement quotidien de la Chambre. Quand il préside, le président ne vote qu'en cas d'égalité dans les votes. Contrairement aux autres présidents de parlements du système de Westminster, quand le vice-président ou un autre membre préside, le président peut participer aux débats et voter. Cela est important dans le cadre d'un parlement minoritaire.
Le président est responsable des ordonnances pour les élections partielles et des mandats d'amener pour ceux enfreignant leurs privilèges parlementaires. Parmi les fonctions protocolaires se trouve celle de représenter l'Assemblée devant la Couronne (notamment en faisant le discours en réponse au discours du trône) et devant d'autres entités non parlementaires.
Administrativement, il est responsable du budget, des services et de l'administration du Parlement.

## Sources
- (en) Cet article est partiellement ou en totalité issu de l’article de Wikipédia en anglais intitulé « Speaker of the Legislative Assembly of Queensland » (voir la liste des auteurs).